# Niel (Belgien)
Niel ist eine belgische Gemeinde in der Region Flandern mit 10.966 Einwohnern (Stand 1. Januar 2024). Sie liegt am südlichen Rande des Großraums Antwerpen nahe der Mündung der Rupel in die Schelde.
Das Stadtzentrum von Antwerpen liegt etwa 13 Kilometer nördlich und Brüssel 30 km südlich. 
Die nächsten Autobahnabfahrten befinden sich bei Kontich und Rumst an der A1/E 19. 
 
Niel besitzt einen Regionalbahnhof an der Bahnstrecke Mechelen – Willebroek – Niel – Antwerpen; weitere befinden sich u. a. in Boom, Kontich und Willebroek. In Mechelen und Antwerpen halten auch überregionale Schnellzüge. 

Der Flughafen Antwerpen ist der nächste Regionalflughafen und der Flughafen Brüssel National nahe der Hauptstadt ist ein Flughafen von internationaler Bedeutung.

## Persönlichkeiten
- Frédéric Claessens (1896–?), Radrennfahrer
- Pieter De Somer (1917–1985), Rektor der Katholieke Universiteit Leuven
- Eric Daelman (* 1961), Artistique-Billardspieler
- Roger Ilegems (* 1962), Radsportler
- Jozef Legrand (* 1957), Architekt und Stadtplaner
- Rudi Kennes (* 1959), Politiker, MdEP